# Marry Me – Verheiratet auf den ersten Blick
Marry Me – Verheiratet auf den ersten Blick (Originaltitel: Marry Me) ist eine US-amerikanische romantische Filmkomödie aus dem Jahr 2022 von Regisseurin Kat Coiro mit Jennifer Lopez, Owen Wilson und Maluma. Das Drehbuch stammt von Harper Dill, John Rogers und Tami Sagher und basiert auf dem Webcomic Marry Me von Bobby Crosby. In Deutschland und Österreich kam der Film am 10. Februar 2022 in die Kinos.

## Handlung
Popdiva Kat Valdez und Newcomer Bastian bilden ein Promi-Paar, das gemeinsam die in den Charts erfolgreiche Single Marry Me veröffentlicht hat. Ihre Hochzeit planen sie öffentlichkeitswirksam als Live-Event vor einem Millionenpublikum. Zu dieser Veranstaltung begleitet der geschiedene, alleinerziehende Mathematiklehrer Charlie Gilbert eher widerwillig seine Tochter Lou und seine Kollegin Parker Debbs.
Während des Auftritts erfährt Kat allerdings aus den sozialen Medien, dass sie von Bastian betrogen wurde. Als Kat von der Bühne herab Charlie im Publikum mit einem fantypischen „Marry Me“-Schild erblickt und sich ihre Blicke treffen, entscheidet sie sich spontan, statt Bastian Charlie zu heiraten. Charlie, der eigentlich kein Fan von Kat ist und auch von Social Media wenig hält, stimmt überrumpelt zu und ist plötzlich mit einer ihm völlig fremden Welt konfrontiert. Was mit einer impulsiven Entscheidung beginnt, entwickelt sich zu einer unerwarteten Romanze.
Nach der Veranstaltung unterhalten sich Kat und Charlie in Kats Limousine und trennen sich dann vor Kats Apartmentgebäude. Am nächsten Morgen erhält Kat Besuch von ihrem Manager Colin, der ihr die freudige Nachricht mitteilt, dass es sich bei ihrem neuen Mann um einen scheinbar anständigen und nicht vorbestraften alleinerziehenden Mathelehrer handelt, der sich mit Sicherheit für eine Zahlung von gerade einmal 5.000 US-Dollar auf eine Trennung und Verschwiegenheitserklärung einlassen würde, womit das Thema schnell wieder erledigt sein sollte. Kat kommt zu der Entscheidung, die Sache durchzuziehen und die Ehe nicht zu annullieren, sei es auch nur für ein paar Monate zum Schein, um ihrem Ex-Verlobten Bastian eins auszuwischen und für den Rest der Welt nicht für verrückt erklärt zu werden. Nachdem Colin zuerst versucht, Kat die Sache auszureden, begibt er sich im Anschluss doch zu Charlie und überredet diesen, bei der ganzen Sache mitzuspielen.
Die nächsten Tage verbringen die beiden viel mit Interviews und Fotoshootings, was Charlie anfangs gar nicht zusagt. Nachdem sie für ein gemeinsames PR-Video zusammen bowlen gegangen sind, teilt Charlie mit, dass er jetzt nach Hause müsse. Kat, die eigentlich mit ihrem Team auf eine Party wollte, beschließt jedoch Charlie nach Hause zu begleiten. Nachdem dort anfangs ebenfalls noch ein Kameramann anwesend war und das Kennenlernen der beiden filmte, schickt Kat diesen auf Charlies indirekte Bitte hin weg, sodass die beiden das erste Mal komplett alleine sind. Sie beginnen ein Gespräch über ihre vergangenen Ehen, von denen Kat bereits drei hatte, gehen gemeinsam spazieren und beginnen eine erste Zuneigung füreinander zu entwickeln. Die nächsten Tage sind weiterhin von gemeinsamen Terminen geprägt, jedoch bleibt Charlie nach und nach immer länger als er es aufgrund der Abmachung eigentlich müsste und beide telefonieren miteinander, wenn sie nicht zusammen sind.
Am nächsten Tag besucht Kat Charlie bei seiner Arbeit in der Schule während seines Mathekurses. Dort lernt Kat erstmals Charlies Tochter Lou kennen. Nachdem aufgrund von Kats Anwesenheit an einen normalen Unterricht nicht mehr zu denken ist, bittet eine Schülerin darum, Kat lieber Fragen stellen zu können und ein anderer Mitschüler kommentiert dies mit der Anmerkung, dass das wohl besser sei, da Lou, die eigentlich gerade dran wäre, sowieso Angst davor habe, vor anderen Leuten zu reden. Kat springt ihr daraufhin jedoch direkt unterstützend zur Seite und erwähnt, dass auch sie bei ihren Auftritten regelmäßig nervös wird. Nachdem ihr die Kinder dies erst nicht wirklich glauben können, zeigt sie ihnen ein Video von einem Konzert, bei dem sie während des Singens ihren Text vergessen hat. Da sie von Charlie bereits wusste, dass Lou ähnliches bei einer Matheveranstaltung passiert ist und diese seitdem Angst hat, dass ihr dies wieder passiert, erwähnt sie ganz bewusst vor Lou und den anderen Schülern, dass sie danach ebenfalls diese Angst hatte, um ihr anschließend indirekt Tipps zur Bewältigung dieses Problems geben zu können. Sie erzählt ihnen, dass sie einfach ihre Tanzschritte so kompliziert gestaltet hat, damit sie dadurch ihre Gedanken abgelenkt hat, wodurch sie letztendlich die Angst vor dem Vergessen des Textes überwinden konnte. Anschließend beginnt sie mit den Kindern zu tanzen und demonstriert es ihnen in der Praxis.
Nachfolgend wechselt die Szene in Kats Apartment, in dem sie am Klavier sitzt und Lou ein neues Lied zeigt, an dem sie arbeitet. Nachdem Lou ihren Vater und Kat alleine lässt, unterhalten sich Kat und Charlie. Aus dieser Unterhaltung entwickelt sich eine Art Einladung zu einem Schulball am nächsten Tag, auf dem Charlie als Aufsichtsperson fungieren muss. Dort amüsieren sich beide zusammen und Kat startet spontan ein privates Konzert für die dortigen Schüler. Nach dem Ball gehen Kat und Charlie zu Fuß in seine Wohnung und beginnen zu seinem alten Lieblingslied zu tanzen, von welchem er ihr zuvor beim Spaziergang erzählt hat und beginnen sich zu küssen.
Nach ihrer ersten gemeinsamen Nacht erwacht Charlie alleine in seinem Bett und glaubt für einen Moment, das Kat abgehauen ist, jedoch kommt sie direkt im nächsten Moment ins Zimmer. Nachdem Kat ihre Termine absagt, um den Tag mit Charlie verbringen zu können, fordern sich die beiden zum Spaß heraus. Kat soll mehr ohne ihr Personal auskommen, welches ihr vieles abnimmt und Charlie soll Aktivitäten auf Social Media starten. Beide verbringen den Tag zusammen und haben viel Spaß daran, den jeweils anderen dabei zu beobachten, wir er bei der Erfüllung seiner Herausforderung leicht überfordert ist. Am Abend macht Kat Charlie ein Geschenk. Sie übergibt ihm ein kleines Päckchen, in dem eine Augenbinde enthalten ist. Sie verbindet ihm die Augen und fährt mit ihm zu einem geschlossenen Vergnügungspark auf Coney Island, von dem Charlie ihr zuvor erzählt hat und der extra für die beiden geöffnet hat. Die beiden sitzen zusammen im Wunschrad, einem Riesenrad, und beginnen sich erneut zu küssen.
In der darauffolgenden Szene sind beide wieder zusammen mit Lou und den anderen Schülern von Charlies Matheclub in der Schule. Dort werden beide von Kats Manager Colin überrascht, der sie zuvor telefonisch nicht erreichen konnte. Es folgt Bastian, Kats Ex-Verlobter, der Kat mitteilt, dass sie beide mit ihrem gemeinsamen Song „Marry Me“ für einen Grammy nominiert sind – etwas, was sich Kat schon immer gewünscht hat. Alle freuen sich, nur Charlie ist sichtbar eifersüchtig. Während Bastian und Kat einen gemeinsamen Auftritt ihres Lieds planen, hat Charlie Angst sie wieder zu verlieren. Er verfolgt ihren anschließenden Auftritt von zuhause aus, gemeinsam mit seiner Tochter und seiner Kollegin Parker, bis Lou ihren Vater auffordert, zu Kat zu fahren. Dem kommt Charlie nach und fährt zu ihr. Die beiden unterhalten sich und nachdem Charlie hört, dass Bastian ein Lied singt, in dem es um eine zweite Chance geht, teilt er Kat mit, dass er nicht glaubt, dass es zwischen ihnen funktionieren würde. Er macht mit ihr Schluss, weil er denkt, dass er sie bereits wieder an Bastian verloren hat, doch Kat ist sichtlich traurig und versteht nicht, was los ist. Kat und Charlie verbringen die nächsten Tage allein. Es ist jedoch deutlich, dass sie sich beide gegenseitig vermissen.
Charlie bekommt Besuch von Colin, der ihm einen Scheck bringt, der ursprünglich für die inszenierte Ehe vereinbart war. Charlie will davon jedoch nichts wissen und zerreißt diesen. Colin gibt ihm einen neuen Scheck und bitten ihn diesen anzunehmen, da andernfalls der Ehevertrag, welcher die Schweigepflicht enthält, nicht gilt und Charlie die Möglichkeit geben würde, die Story zu verkaufen oder ein Buch darüber zu schreiben. Charlie fragt Colin enttäuscht, ob er wirklich so von ihm denkt, woraufhin dieser erwidert, dass er gehofft hat, dass die beiden es wirklich schaffen würden, so wie der Rest der Welt. Charlie erzählt Colin, dass er Kat bzw. den Gedanken an sie nicht entkommen kann, da überall Plakate von ihr hängen oder er Postings von ihr sieht, woraufhin Colin versucht Charlie klarzumachen, dass Kat nicht wieder mit Bastian zusammen ist.
Charlie bläst weiterhin Trübsal und auch Kat vermisst Charlie sichtlich. Doch während sie sich ein Video ihres Hochzeitskusses mit Charlie ansieht, bekommt sie eine Nachricht von Bastian mit einer Einladung zu einem Essen. Am nächsten Tag erfährt Kat während der Vorbereitung für eine Late Night Show, dass die Matheveranstaltung von Charlie bzw. dessen Mathekurses am darauffolgenden Tag stattfinden soll, was sie nachdenklich stimmt. Während der Late Night Show werden Kat und Bastian, der ebenfalls an der Show teilnimmt, vom Moderator indirekt nach ihren gemeinsamen Plänen befragt. Er weiß, dass sie nicht zusammen sind, jedoch haben beide den Song „Marry Me“ für den jeweils anderen geschrieben. Bastian hat zudem das Lied „Second Chance“ für Kat geschrieben und Kat hat den neuen Song „On My Way“ anscheinend für Bastian geschrieben und der Moderator will deswegen wissen, wie es weitergeht. Daraufhin erwidert Kat, dass „On My Way“ nicht für Bastian gedacht war. Ihr wird klar, dass sie nicht wieder zurück zu Bastian will, steht auf und rennt aus dem Studio. Sie fährt zum Flughafen und versucht nach Chicago zukommen, um Charlie bei dem Mathewettbewerb zu überraschen, hat jedoch Probleme, ein Ticket zu bekommen, da alles ausverkauft ist. Daraufhin kommt ihr Manager Colin in den Flughafen und gibt ihr ein Ticket nach Chicago, das er noch auftreiben konnte, allerdings nur Economy Class. Nachdem sie einem anderen Passagier dessen Winterjacke abgekauft hat, wird sie am Flughafen von Parker abgeholt, die sie zu Charlie bringt, nachdem sie Kat gefragt hat, ob sie es wirklich ernst meint. Nachdem sie Probleme hatten, rechtzeitig ein Uber zu bekommen, fahren sie mit einem Flughafen-Bus zum Wettbewerb, nachdem sie dem Fahrer 1.000 US-Dollar geboten haben. Sie schaffen es gerade noch rechtzeitig zur letzten Aufgabe des Wettbewerbs, während Lou gerade an der Reihe ist und wieder Probleme mit ihrer Angst hat. Charlie hilft ihr, indem er ihr Tanzschritte vormacht, sodass sie sich ebenfalls mit Tanzschritten ablenkt und die Aufgabe dann korrekt löst, allerdings eine Sekunde zu spät. Nachdem sie deswegen traurig ist und zu weinen beginnt, fängt Kat an ihr Mut zuzusprechen, wodurch Lou und Charlie überhaupt erst bemerken, dass sie anwesend ist. Kat nutzt die Ansprache an Lou, um sich dabei auch indirekt bei Charlie zu entschuldigen und ihm zu verstehen gibt, dass sie ihn zurückhaben möchte. Auf die Frage von Charlie, was sei, wenn sie einfach zu verschieden sind, schnappt sich Kat ein Schild, auf dessen Rückseite sie zuvor „Marry Me“ geschrieben hat und dreht es um, gefolgt von einem zweiten Schild, auf dem „Again“, das englische Wort für „wieder/erneut“, geschrieben steht und flüstert ihm zu, dass sie ihn liebt. Angefeuert von den anwesenden Kindern rennt Charlie zu Kat und umarmt sie, gefolgt von einem Kuss.

## Synchronisation
| Rolle               | Darsteller       | Synchronsprecher         |
| ------------------- | ---------------- | ------------------------ |
| Kat Valdez          | Jennifer Lopez   | Natascha Geisler         |
| Charlie Gilbert     | Owen Wilson      | Philipp Moog             |
| Esther              | Taliyah Whitaker | Lucy Fandrych            |
| Jose Goldenblatt    | Diego Lucano     | Finn Posthumus           |
| Lou Gilbert         | Chloe Coleman    | Emilia Raschewski        |
| Parker Debbs        | Sarah Silverman  | Claudia Urbschat-Mingues |
| Coach Manny         | Utkarsh Ambudkar | Dirk Stollberg           |
| Kofi                | Khalil Middleton | Björn Schalla            |
| Mathalon-Richter    | Keith Ewell      | Tobias Schmitz           |
| Nachrichtensprecher | Logan Crawford   | Timo Weisschnur          |

## Produktion und Hintergrund
Die Dreharbeiten fanden ab Oktober 2019 in New York City statt. Die Kamera führte Michael Berenbaum, für das Set-Design zeichnete Jane Musky verantwortlich und für das Kostümdesign Caroline Duncan. Den Vertrieb übernahm Universal Pictures.
Ursprünglich sollte der Film am 12. Februar 2021 in die Kinos kommen. Mit dem US-amerikanischen Kinostart am 11. Februar 2022 wurde der Film auch beim Streaminganbieter Peacock veröffentlicht.
Die beiden Hauptdarsteller Jennifer Lopez und Owen Wilson arbeiteten bereits zuvor für den Film Anaconda (1997) zusammen.

## Rezeption
Sidney Schering vergab auf Filmstarts.de 3,5 von fünf Sternen und urteilte, dass der Film trotz seiner weit hergeholten Prämisse tolles Romantik-Kino sei, bei dem sich die beiden ungleichen Stars Jennifer Lopez und Owen Wilson wunderbar ergänzten. Lopez gehe diese Rolle denkbar leicht von der Hand, außerdem beweise sie eine gesunde Portion Selbstironie. Die Handlung klinge etwas wie Schema F für RomComs, sei aber in der Umsetzung ungemein erfrischend. Unaufgeregte Kuschelstimmung und schimmernde Theatralik hätten in dem Genre lange nicht mehr so reizend zusammengefunden.

## Auszeichnungen und Nominierungen
MTV Movie & TV Awards 2022
- Auszeichnung in der Kategorie Bester Song für On My Way (Marry Me) (Jennifer Lopez)[17][18]